# Julián Sánchez
Julián Sánchez Pimienta (Zafra, 26 februari 1980) is een Spaans wielrenner.
Sánchez Pimienta's specialiteiten zijn klimmen en heuvels.
In 1996 pakte Sánchez de Spaanse nationale titel op de weg bij de Nieuwelingen. De in Zafra geboren renner begon zijn profcarrière vervolgens in 2004 bij Fassa Bortolo, waarvoor hij zowel in 2004 als 2005 in de Ronde van Spanje uitkwam. Sánchez behaalde in 2005 een 32e positie in het eindklassement. In 2006 maakte de renner, na het stoppen van Fassa Bortolo, de overstap naar Kelme. Hij reed onder andere een goede Challenge Mallorca, met enkele ereplaatsen in etappes en een derde plek in de eindstand. Andere ereplaatsen zijn 2e plaatsen in de Prueba Villafranca de Ordizia van 2007 en de 1e etappe van de Euskal Bizikleta 2008.

## Belangrijkste overwinningen

### 2004
- Bergklassement Ronde van Luxemburg

### 2008
- Bergklassement Ronde van Murcia

### 2009
- 4e etappe Ronde van Catalonië
- Bergklassement Ronde van Catalonië

## Grote rondes
Eindklasseringen in grote rondes, met tussen haakjes het aantal etappeoverwinningen.
| \| Jaar \| Ronde van Italië \| Ronde van Frankrijk \| Ronde van Spanje \| \| ---- \| ---------------- \| ------------------- \| ---------------- \| \| 2004 \| \| \| 105e \| \| 2005 \| \| \| 32e \| \| 2006 \| \| \| \| \| 2007 \| \| \| 123e \| \| 2008 \| \| \| \| \| 2009 \| \| \| 79e \| - (en) Profiel van Julián Sánchez op ProCyclingStats - (en) Profiel van Julián Sánchez op de website van de UCI - Profiel van Julián Sánchez op De wielersite |                  |                     |                  |
| Jaar | Ronde van Italië | Ronde van Frankrijk | Ronde van Spanje |
| 2004 |                  |                     | 105e             |
| 2005 |                  |                     | 32e              |
| 2006 |                  |                     |                  |
| 2007 |                  |                     | 123e             |
| 2008 |                  |                     |                  |
| 2009 |                  |                     | 79e              |